# Arthurlie Football Club
Maillots
Arthurlie Football Club est un club de football écossais basé à Barrhead, East Renfrewshire fondé en 1874 et membre de la Scottish Football League entre 1901 et 1915 et entre 1923 et 1929. Ils ont depuis cette date un statut amateur, affilié à la Scottish Junior Football Association (en).

## Histoire
Le club a été fondé en 1874 et participa à la Scottish Football Federation de 1891 à 1893. Ensuite, il accéda à une première reconnaissance en affrontant le Celtic Football Club en Coupe d'Écosse en 1897 (défaite 2-4). Ils intégrèrent la Scottish Football League en 1901, jouant la Division 2, avec des résultats modestes, jusqu'en 1915 et son arrêt à la suite du déclenchement de la Première Guerre mondiale. Ils participèrent aussi à l'Inter County League.
Ils ne réintégrèrent pas la ligue immédiatement après la recréation de la Division 2 en 1921, mais uniquement en 1923 et jouèrent alors dans la toute nouvelle Division 3. Ils remportèrent toutefois le championnat inaugural en 1923-24 et accédèrent donc de nouveau à la Division 2 où ils enchaînèrent 4 saisons plutôt réussies.
Toutefois, de graves difficultés financières obligèrent le club à quitter le championnat lors de la saison 1928-29, alors qu'il ne restait que 6 journées à jouer. Arthurlie ayant affronté tous les clubs ayant encore à ce moment-là la possibilité d'obtenir une promotion, il fut décidé que les résultats des matches déjà joués impliquant Arthurlie seraient maintenus et non annulés, comme il est coutume de faire dans pareil cas.
Rapidement après, Arthurlie transforma son statut pour devenir amateur et s'affilia aux ligues juniors, au sein desquelles ils ont jusqu'alors continué à officier.